# Pilec
Pilec (dawniej: niem. Pülz) – wieś w Polsce położona w województwie warmińsko-mazurskim, w powiecie kętrzyńskim, w gminie Reszel.

## Demografia
W 1818 roku w Pilcu stały 24 domy, wieś liczyła 308 mieszkańców. W wieku XX liczba mieszkańców znacznie wzrosła i wynosiła w 1910 r. – 448, 1933 roku 794 osób, a w 1939 roku – 771 mieszkańców.
W 1970 roku wieś liczyła 331 mieszkańców, a w 2007 – 263 mieszkańców.

## Historia
Wieś została założona w roku 1326. Posiadała kościół i zamek, który stał jeszcze w XV wieku. Przed zniszczeniem kościoła parafia w Pilcu należała do archiprezbiteratu w Reszlu. W tym czasie do parafii w Pilcu należał kościół filialny w Bezławkach.
Pilec pierwotnie znajdował się na terytorium państwa krzyżackiego, wcześniej zajmowane przez plemię pruskie – Bartów. Po sekularyzacji Zakonu w 1525 roku znalazł się w granicach lennych względem Korony Polskiej Prusach Książęcych, a od 1701 roku w Królestwie Pruskim.
W 1818 roku we wsi były 24 domy i 308 mieszkańców, a w majątku 5 budynków i 96 osób.
Do 1945 roku siedziba gminy i okręgu urzędu policyjnego (niem. Amtsbezirk Pülz) składającego się z 4 gmin – Pasterzewo, Pilec, Śpigiel i Widryny (Gemeinden Pastern, Pülz, Spiegels und Widrinnen). Pilec przynależał do rejencji królewieckiej (Regierungsbezirk Königsberg), do powiatu rastemborskiego (Landkreis Rastenburg).
Od 1945 roku
Od 1945 roku w granicach Polski, początkowo w Okręgu mazurskim, w latach 1946–1975 w tzw. dużym województwie olsztyńskim, a w latach 1975–1998 w tzw. małym województwie olsztyńskim.
Od 1945 roku do 1975 roku, tj. do momentu likwidacji powiatów, Pilec znajdował się w powiecie najpierw rastemborskim, a po zmianie nazwy miasta – w kętrzyńskim.
W 1954 roku w wyniku reformy administracyjnej powstała gromada Pilec, po jej zniesieniu wieś była w gromadzie Pieckowo. W 1973 roku w wyniku kolejnej reformy administracyjnej zlikwidowano gromady i powołano do życia gminy. Pilec znalazł się we włączonej wówczas do powiatu kętrzyńskiego gminy Reszel, jednocześnie stał się siedzibą sołectwa, w skład którego weszła tylko ta miejscowość.
Po roku 1956 w Pilcu powstała rolnicza spółdzielnia produkcyjna „Nowe Życie”. W 1973 roku powstała filia biblioteki publicznej.
W budynku dawnej kuźni znajduje się kaplica obsługiwana przez ojców jezuitów z parafii w Świętej Lipce. W budynku dawnego młyna znajduje się hotel. We wsi znajduje się sklep. W części miejscowość ma charakter wsi letniskowej.

## Jeziora i rzeki
Przez Pilec przepływa rzeka Dajna, która jest szlakiem kajakowym Mrągowo – Święta Lipka.
W północnej części wsi znajduje się Jezioro Dejnowa, rozciągające się aż do Świętej Lipki.
We wsi znajduje się Pilecki Staw (Pühlzer Muhlenteich) o powierzchni 4 ha. Na południowy zachód od wsi znajduje się jezioro Kociołek (Kessel Teich) o powierzchni 1,50 ha. Na południowy zachód od wsi, już na terenie miejscowości Śpigiel znajduje się jezioro Śpigiel.